# Casal de Cuní
El Casal de Cuní és una obra del municipi d'Olot protegida com a bé cultural d'interès local.

## Descripció
Està ubicat prop de la carretera d'Olot a la Canya. És de planta rectangular i teulat a dues aigües, amb els vessants vers les façanes laterals. Disposa de baixos, dos pisos i golfes. Va ser bastit amb pedra volcànica i carreus ben tallats per fer els cantoners i algunes de les obertures. Al costat de la casa hi ha diverses edificacions per guardar les eines del camp. A l'interior encara es conserva mobiliari d'època.

## Història
No hi ha notícies històriques de la casa. Segons Francisco Fontfreda, autor de l'article dedicat a la capella de Nostra Senyora de l'Esperança, els senyors de Cuní varen tenir un paper important en la reconstrucció de l'ermita i sempre en tingueren cura.
Per l'estructura arquitectònica, l'actual fàbrica sembla de finals del segle xviii, bastida sobre una construcció anterior.